# Fred Albin
Fred Albin (* 11. Dezember 1903; † 3. Mai 1968) war ein US-amerikanischer Filmtechniker und Effektkünstler.

## Leben
Für seine Arbeit an dem Film Vom Winde verweht (1939) erhielt Albin eine Oscar-Nominierung bei der 12. Verleihung in der Kategorie Beste visuelle Effekte. Für seine Leistung erhielt er neben Thomas T. Moulton und weiteren Effektkünstlern einen Oscar für seine technischen Verdienste.

Albin starb 1968 im Alter von 64 Jahren.

## Filmografie
- 1939: Vom Winde verweht

## Auszeichnung
- 1940: Oscar für technische Verdienste (Technical Achievement Award)